# Natri silicat
Natri silicat (tiếng Anh: Sodium silicate) hay thủy tinh lỏng là tên phổ biến cho các hợp chất có công thức (Na2O)(SiO2)n, chẳng hạn như natri metasilicat Na2SiO3, natri orthosilicat Na4SiO4, natri pyrosilicat Na6Si2O7. Các hợp chất này thường là chất rắn trong suốt hay chất bột màu trắng được hòa tan trong nước, nhưng đối với sản phẩm thương mại thường có màu xanh do lẫn tạp chất.
Trong ngành công nghiệp, các loại natri silicat khác nhau đặc trưng bởi tỷ lệ khối lượng SiO2:Na2O (có thể chuyển thành tỷ lệ mol bằng cách nhân với 1,032). Tỷ lệ này có thể thay đổi từ 1:2 đến 3,75:1. Các loại có tỷ lệ dưới 2.85:1 có tính kiềm, còn những loại có tỷ lệ SiO2:Na2O cao hơn được coi là trung tính.
Natri silicat được sử dụng trong xi măng, chống cháy thụ động, công nghiệp dệt may và chế biến gỗ, vật liệu chịu lửa, và silica gel.

## Lịch sử
Các hợp chất silicat của kim loại kiềm đã được các nhà giả kim châu Âu quan sát thấy từ những năm 1500. Giambattista della Porta đã quan sát vào năm 1567 rằng tartari salis (kem tartar, kali bitartrat) khiến thạch anh tan chảy ở nhiệt độ thấp hơn. Các tài liệu tham khảo khác về hợp chất silicat của kim loại kiềm được Basil Valentine đưa ra vào năm 1520, và bởi Georgius Agricola vào năm 1550. Vào khoảng năm 1640, Jean Baptist van Helmont đã tìm ra sự hình thành các hợp chất silicat của kim loại kiềm bằng cách nấu chảy cát với lượng kiềm dư và quan sát thấy rằng SiO2 có thể được kết tủa bằng cách thêm axit vào dung dịch.
Năm 1646, Glauber tạo ra kali silicat, mà ông gọi là rượu silicum, bằng cách nấu chảy kali cacbonat (thu được bằng cách nung kem tartar) và cát trong nồi nấu kim loại cho đến khi ngừng sủi bọt khí (do giải phóng carbon dioxide). Hỗn hợp sau đó được để nguội và được nghiền thành bột mịn. Khi bột tiếp xúc với không khí ẩm dần tạo thành một chất lỏng nhớt, mà Glauber gọi là "Oleum oder Liquor Silicum, Arenæ, vel Crystallorum" (dầu hoặc chất lỏng chứa silic, cát hoặc tinh thể).
Tuy nhiên, người ta khẳng định rằng những chất do các nhà giả kim đó điều chế không phải là thủy tinh như ngày nay. Điều đó lẽ ra đã được Johann Nepomuk von Fuchs tìm ra vào năm 1818, bằng cách xử lý axit silicic với kim loại kiềm; sản phẩm thu được tan trong nước, "nhưng không bị ảnh hưởng bởi sự thay đổi khí quyển".
Thuật ngữ "thủy tinh nước" và "thủy tinh hòa tan" được Leopold Wolff sử dụng năm 1846, bởi Émile Kopp năm 1857 và bởi Hermann Krätzer năm 1887.

## Tính chất

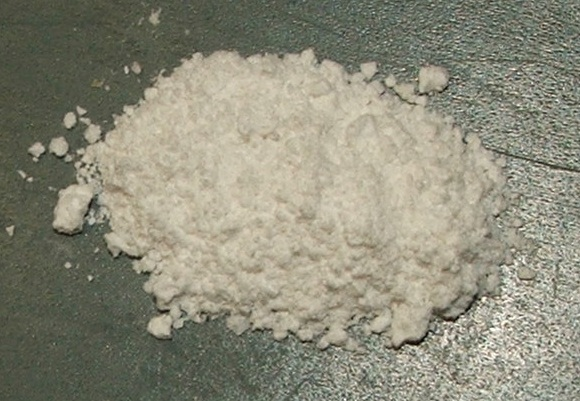
Bột natri silicat.

Natri silicat là chất rắn không màu hoặc bột màu trắng, dễ hòa tan trong nước, nhưng không tan trong alcohol.
Natri silicat ổn định trong dung dịch trung tính và kiềm. Trong dung dịch axit, các ion silicat phản ứng với các ion hydro tạo thành axit silicic, có xu hướng phân hủy thành gel silic dioxide ngậm nước.
Khi đun nóng, thu được một chất rắn trong suốt gọi là silica gel, được sử dụng làm chất hút ẩm. Nó có thể chịu được nhiệt độ lên tới 1100oC.

## Sản xuất
Dung dịch natri silicat có thể được tạo ra bằng cách xử lý hỗn hợp silica (thường là cát thạch anh), xút và hơi nước nóng trong lò phản ứng.
{\displaystyle {\ce {2x NaOH + SiO2 -> (Na2O)x.SiO2 + x H2O}}}
Natri silicat cũng có thể thu được bằng cách hòa tan SiO2 (nhiệt độ nóng chảy là 1713oC) trong natri cacbonat nóng chảy (nóng chảy ở 851oC).
{\displaystyle {\ce {x Na2CO3 + SiO2 -> (Na2O)x.SiO2 + x CO2}}}
Hợp chất này cũng có thể thu được từ natri sunfat với cacbon làm chất khử.
{\displaystyle {\ce {2x Na2SO4 + x C + 2SiO2 -> 2(Na2O)x.SiO2 + 2x SO2 + x CO2}}}

### Ferrosilicon
Natri silicat có thể được sản xuất như một phần trong quá trình sản xuất hydro bằng cách hòa tan ferrosilicon trong dung dịch natri hydroxit.
{\displaystyle {\ce {2NaOH + Si + H2O -> Na2SiO3 + 2H2}}}

### Công nghệ Bayer
Mặc dù không mang lại lợi nhuận nhưng Na2SiO3 là sản phẩm phụ của công nghệ Bayer thường được chuyển hóa thành canxi silicat (Ca2SiO4).

## Công dụng
Các công dụng chính của natri silicat là thành phần trong chất tẩy rửa, công nghiệp giấy, xử lý nước và vật liệu xây dựng.